# XIX Congreso del PP
El XIX Congreso del PP fue convocado por la Junta Directiva Nacional del Partido Popular el 11 de junio de 2018 y se llevó a cabo el 20 y 21 de julio de 2018, como consecuencia de la renuncia de Mariano Rajoy como presidente del partido el 5 de junio. La decisión de Rajoy de renunciar al liderazgo del partido se produjo como resultado de una moción de censura que provocó la caída del segundo Gobierno de Rajoy el 1 de junio. La elección del presidente del Partido Popular es la primera en la que los miembros del PP participaron directamente en la elección de un presidente para el partido. El 26 de junio de 2018, se anunció que solo 66.706 miembros del PP de los 869.535 afiliados por el partido se habían registrado para votar en la elección.
Soraya Sáenz de Santamaría, vicepresidenta del Gobierno de 2011 a 2018, y Pablo Casado, vicesecretario general de comunicación del partido desde 2015, lideraron las elecciones primarias celebradas el 5 de julio de 2018, siendo electos para la segunda vuelta que se celebró entre los delegados del partido del 20 al 21 de julio. Finalmente, Pablo Casado fue elegido presidente del Partido Popular con el 57.2% de los votos de los compromisarios.
El lema del XIX Congreso en Madrid fue: El futuro de España.

## Sistema electoral
El sistema de elección del presidente del Partido Popular se realiza mediante un sistema de dos vueltas. Se puede presentar a la elección cualquier afiliado del partido que tenga por lo menos un año de antigüedad, esté al corriente del pago de las cuotas y reúna las firmas de al menos 100 miembros del partido. La elección se realiza en las sesenta circunscripciones electorales del partido (hay una por cada provincia o isla de España). El sistema electoral de dos vueltas fue establecido en la reforma de los estatutos del partido de febrero de 2017, en el XVIII Congreso del PP.
En la primera vuelta los afiliados del partido votan a los precandidatos. Además, los afiliados también eligen a 2612 de los 3082 compromisarios. En esta primera vuelta pueden votar todos los miembros del partido que estén al corriente del pago de las cuotas y se hayan inscrito previamente en alguna de las sedes del partido. Son proclamados candidatos a la presidencia del partido los dos precandidatos que obtengan el mayor número de votos. Esta primera vuelta se realizó el 5 de julio de 2018.
En la segunda vuelta los 3082 compromisarios eligen al nuevo líder del partido de entre los dos candidatos anteriormente proclamados. No se requiere una segunda vuelta si un precandidato obtiene en la primera vuelta al menos el 50 por ciento de los votos, asegura ese porcentaje en, al menos, treinta de las sesenta circunscripciones y está por lo menos 15 puntos por delante del segundo precandidato.  Esta segunda vuelta se realizó al mismo tiempo que el congreso del partido los días 20 y 21 de julio de 2018.

## Calendario electoral
La línea de tiempo del Congreso es la siguiente:
- 11 de junio de 2018 - El Congreso inició. Inicio del período de solicitud para que los miembros del partido se registren para participar en la elección.
- 18 de junio de 2018: el período de nominación de candidatos se abre a las 12:00 CEST.
- 20 de junio de 2018: el período de nominación de candidatos finaliza a las 14:00 CEST.
- 22 de junio de 2018 - Proclamación de candidatos.
- 23 de junio de 2018 - La campaña electoral interna comienza a las 10:00 CEST.
- 25 de junio de 2018: fecha límite para que los miembros del partido se registren para votar.
- 29 de junio de 2018: fecha límite para que los miembros del partido se postulen como delegados (a las 14:00 CEST).
- 4 de julio de 2018 - Fin de la campaña electoral interna.
- 5 de julio de 2018 - Primera ronda de votación, con todos los miembros registrados del partido con derecho a votar por los candidatos en una elección primaria. Las asambleas de los partidos se celebran para elegir delegados al congreso.
- 20-21 de julio de 2018 - Congreso del partido. Si es necesario, se llevará a cabo una segunda ronda de votación entre los delegados para elegir al líder del partido entre los dos candidatos más votados en la primera ronda.Imagen de la delegación del PP de Cantabria que participó en el 19 Congreso del Partido Popular que se celebró en Madrid los días 20 y 21 de julio de 2018

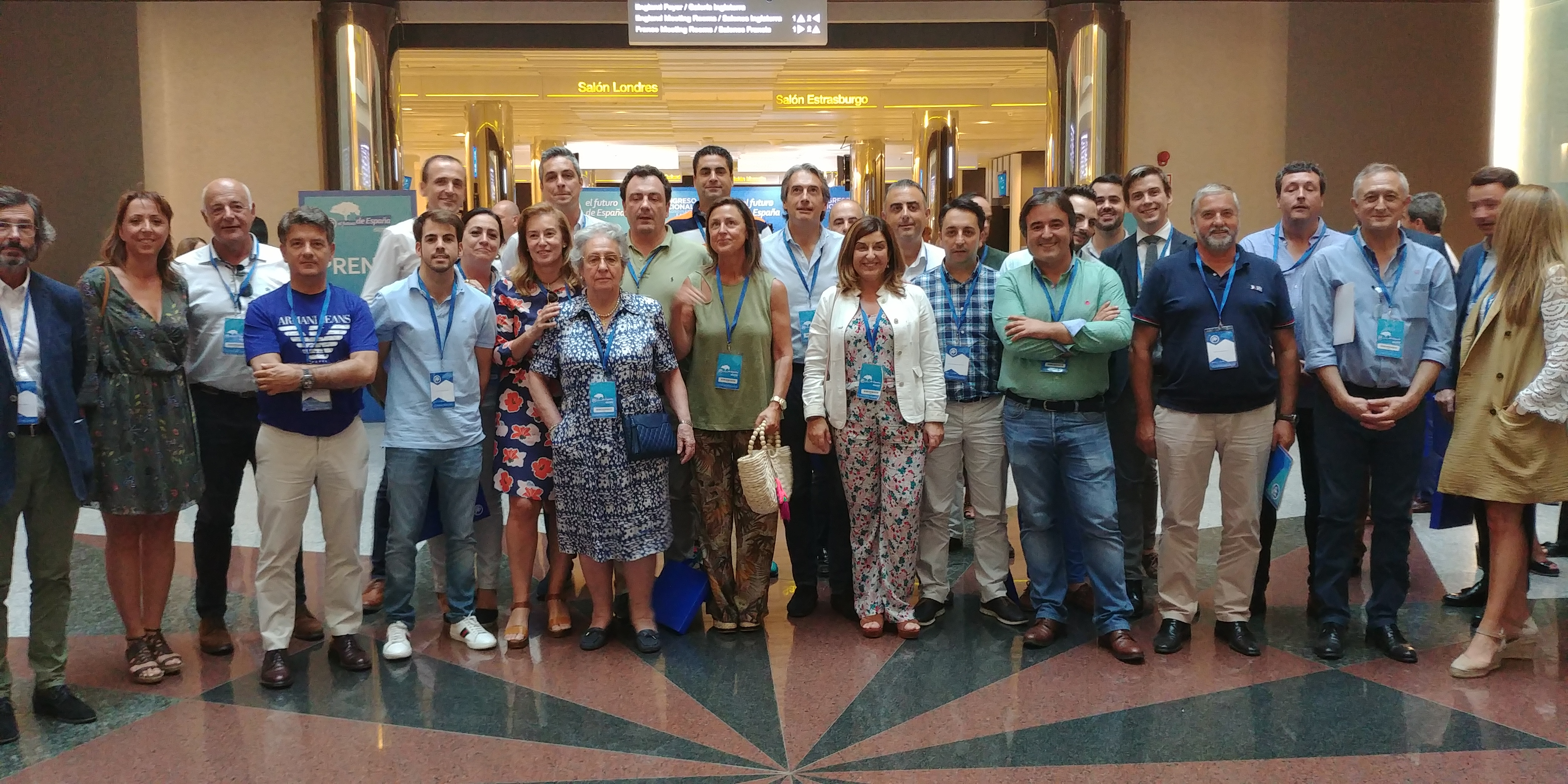
Imagen de la delegación del PP de Cantabria que participó en el 19 Congreso del Partido Popular que se celebró en Madrid los días 20 y 21 de julio de 2018

## Candidatos

### Oficiales
| Candidato                            | Candidato | Cargos políticos | Fecha de anuncio y proclamación                                  | Campaña          |
| ------------------------------------ | --------- | --- | ---------------------------------------------------------------- | ---------------- |
| Pablo Casado Blanco (37 años)        |           | Diputado en las Cortes Generales por Ávila (desde 2011) Otros cargosVicesecretario general de Comunicación del PP (2015-2018) Diputado en la Asamblea de Madrid (2007–2009) | 18 de junio de 2018 (1.º vuelta) 9 de julio de 2018 (2.º vuelta) | (pablocasado.es) |
| Soraya Sáenz de Santamaría (47 años) |           | Diputada en las Cortes Generales por Madrid (desde 2004) Otros cargosVicepresidenta del Gobierno de España (2011–2018) Ministra de la Presidencia y para las Administraciones Territoriales de España (2016–2018) Ministra de la Presidencia de España (2011–2016) Portavoz del Gobierno de España (2011–2016) Portavoz del Grupo Popular en el Congreso de los Diputados (2008–2011) | 19 de junio de 2018 (1.º vuelta) 9 de julio de 2018 (2.º vuelta) | (sorayapp.es)    |

### Proclamados
| Candidato                             | Candidato | Cargos políticos | Fecha de anuncio    | Campaña                 |
| ------------------------------------- | --------- | --- | ------------------- | ----------------------- |
| María Dolores de Cospedal (52 años)   |           | Presidenta del PP de Castilla–La Mancha (desde 2006) Diputada en las Cortes Generales por Toledo (desde 2015) Otros cargosMinistra de Defensa de España (2016–2018) Presidenta de la Junta de Comunidades de Castilla-La Mancha (2011–2015) Secretaria general del PP (2008-2018) Diputada en las Cortes de Castilla-La Mancha (por Toledo) (2007–2015) Líder de la Oposición en las Cortes de Castilla-La Mancha (2007–2011) Senadora en las Cortes Generales(2006–2011) | 19 de junio de 2018 | (primeroelpp.es)        |
| José Manuel García-Margallo (73 años) |           | Diputado en las Cortes Generales por Alicante (desde 2016) Otros cargosMinistro de Asuntos Exteriores y de Cooperación de España (2011–2016) Diputado del Parlamento Europeo (por España) (1994–2011) Diputado en las Cortes Generales (por Valencia) (1986–1994) Diputado en las Cortes Generales (por Melilla) (1977–1982) | 18 de junio de 2018 | (margallocandidato.es/) |
| José Ramón García Hernández (46 años) |           | Diputado en las Cortes Generales por Ávila (desde 2016) Otros cargosSecretario ejecutivo de Relaciones Internacionales del PP (desde 2012) Diputado en las Cortes Generales por Madrid (2014-2016) | 16 de junio de 2018 | (joserapp.es)           |
| Elio Cabanes Sanchís                  |           | Concejal de Fuente la Higuera (actualmente en el cargo) | 20 de junio de 2018 | —                       |

### Rechazadas
| Candidato                | Candidato | Cargos                                                                           | Fecha de anuncio    | Motivo               |
| ------------------------ | --------- | -------------------------------------------------------------------------------- | ------------------- | -------------------- |
| José Luis Bayo (40 años) |           | Presidente de las Nuevas Generaciones del PP en Comunidad Valenciana (2000–2008) | 18 de junio de 2018 | Error con los avales |

### Candidaturas declinadas
- Alfonso Alonso[18]
- Cristina Cifuentes[19]
- Alberto Núñez Feijóo[20]
- Mariano Rajoy[21][22]
- Ana Pastor Julián[23]
- Xavier García Albiol
- Rafael Hernando Fraile
- José Manuel Barreiro
- Iñigo Joaquín de la Serna Hernaiz
- Íñigo Méndez de Vigo
- Rafael Catalá Polo
- Cristóbal Ricardo Montoro Romero
- Juan Ignacio Zoido Álvarez
- María Fátima Báñez García
- Álvaro Nadal Belda
- Isabel García Tejerina
- Román Escolano
- Dolors Montserrat Montserrat
- Cayetana Álvarez de Toledo
- Jose María Aznar

## Avales
Cada precandidato debía presentar al menos 100 firmas de militantes para poder participar.
| Candidato | Candidato                              | Avales    |
| --------- | -------------------------------------- | --------- |
|           | Pablo Casado Blanco Proclamado         | 5000      |
|           | María Dolores de Cospedal Proclamada   | 3326      |
|           | José Manuel García-Margallo Proclamado | 500       |
|           | Elio Cabanes Sanchís Proclamado        | 140       |
|           | Soraya Sáenz de Santamaría Proclamada  | 100 o más |
|           | José Ramón García Hernández Proclamado | 100 o más |
|           | José Luis Bayo Rechazado               | 44        |

## Resultados

### Presidente del Partido Popular
|  | 34.27 % |

|  | 57.21 % |

|  | 36.95 % |

|  | 42.05 % |

|  | 25.92 % |

|  | 1.18 % |

|  | 1.15 % |

|  | 0.32 % |

|  | 99.86 % |

|  | 99.87 % |

|  | 0.20 % |

|  | 0.61 % |

|  | 0.14 % |

|  | 0.13 % |

|  | 100 % |

|  | 100 % |

|  | 87.41 % |

|  | 96.46 % |

|  | 13.12 % |

|  | 3.54 % |

| \| Votos de los militantes en las primarias \| Votos de los militantes en las primarias \| Votos de los militantes en las primarias \| Votos de los militantes en las primarias \| Votos de los militantes en las primarias \| \| ---------------------------------------- \| ---------------------------------------- \| ---------------------------------------- \| ---------------------------------------- \| ---------------------------------------- \| \| Candidatos \| Candidatos \| \| Porcentaje \| Porcentaje \| \| Santamaría \| Santamaría \| \| 36.95 % \| 36.95 % \| \| Casado \| Casado \| \| 34.27 % \| 34.27 % \| \| Cospedal \| Cospedal \| \| 25.92 % \| 25.92 % \| \| García-Margallo \| García-Margallo \| \| 1.18 % \| 1.18 % \| \| García H. \| García H. \| \| 1.15 % \| 1.15 % \| \| Cabanes \| Cabanes \| \| 0.32 % \| 0.32 % \| |                 |  |            |            |
| Votos de los militantes en las primarias |                 |  |            |            |
| Candidatos | Candidatos      |  | Porcentaje | Porcentaje |
| Santamaría | Santamaría      |  | 36.95 %    | 36.95 %    |
| Casado | Casado          |  | 34.27 %    | 34.27 %    |
| Cospedal | Cospedal        |  | 25.92 %    | 25.92 %    |
| García-Margallo | García-Margallo |  | 1.18 %     | 1.18 %     |
| García H. | García H.       |  | 1.15 %     | 1.15 %     |
| Cabanes | Cabanes         |  | 0.32 %     | 0.32 %     |

| \| Votos de los compromisarios en el Congreso \| Votos de los compromisarios en el Congreso \| Votos de los compromisarios en el Congreso \| Votos de los compromisarios en el Congreso \| Votos de los compromisarios en el Congreso \| \| ------------------------------------------ \| ------------------------------------------ \| ------------------------------------------ \| ------------------------------------------ \| ------------------------------------------ \| \| Candidatos \| Candidatos \| \| Porcentaje \| Porcentaje \| \| Casado \| Casado \| \| 57.21 % \| 57.21 % \| \| Santamaría \| Santamaría \| \| 42.05 % \| 42.05 % \| |            |  |            |            |
| Votos de los compromisarios en el Congreso |            |  |            |            |
| Candidatos | Candidatos |  | Porcentaje | Porcentaje |
| Casado | Casado     |  | 57.21 %    | 57.21 %    |
| Santamaría | Santamaría |  | 42.05 %    | 42.05 %    |

### Junta Directiva Nacional
|  | 56.85 % |

|  | 42.11 % |

|  | 0.94 % |

|  | 0.1 % |

|  | 99.9 % |

|  | 100 % |

### Resultados por región en primarias
| Región               | Electorado | Participación | Soraya Sáenz de Santamaría | Soraya Sáenz de Santamaría | Pablo Casado | Pablo Casado | María Dolores de Cospedal | María Dolores de Cospedal | José Manuel García-Margallo | José Manuel García-Margallo | José Ramón García Hernández | José Ramón García Hernández | Elio Cabanes | Elio Cabanes |      |   |      |
| Región               | Electorado | Participación | Votos                      | %                          | Votos        | %            | Votos                     | %                         | Votos                       | %                           | Votos                       | %                           | Votos        | %            |      |   |      |
| -------------------- | ---------- | ------------- | -------------------------- | -------------------------- | ------------ | ------------ | ------------------------- | ------------------------- | --------------------------- | --------------------------- | --------------------------- | --------------------------- | ------------ | ------------ | ---- | - | ---- |
| Región               | Electorado | Participación | Andalucía                  | 11 833                     | 86.67        | 5,581        | 54.48                     | 1 663                     | 16.23                       | 2907                        | 28.37                       | 60                          | 0.59         | 31           | 0.30 | 3 | 0.03 |
| Aragón               | 2105       | 86.79         | 419                        | 23.09                      | 712          | 39.23        | 654                       | 36.03                     | 5                           | 0.28                        | 23                          | 1.27                        | 2            | 0.11         |      |   |      |
| Asturias             | 2189       | 82.73         | 529                        | 29.28                      | 368          | 20.37        | 893                       | 49.42                     | 14                          | 0.77                        | 2                           | 0.11                        | 1            | 0.06         |      |   |      |
| Islas Baleares       | 2876       | 82.34         | 770                        | 32.54                      | 1 117        | 47.21        | 424                       | 17.92                     | 43                          | 1.82                        | 9                           | 0.38                        | 3            | 0.13         |      |   |      |
| País Vasco           | 596        | 94.63         | 312                        | 56.12                      | 124          | 22.30        | 100                       | 17.99                     | 13                          | 2.34                        | 7                           | 1.26                        | 0            | 0.00         |      |   |      |
| Islas Canarias       | 2329       | 88.11         | 1 139                      | 55.59                      | 447          | 21.82        | 433                       | 21.13                     | 22                          | 1.07                        | 6                           | 0.29                        | 2            | 0.10         |      |   |      |
| Cantabria            | 1465       | 95.77         | 752                        | 53.83                      | 412          | 29.49        | 213                       | 15.25                     | 10                          | 0.72                        | 8                           | 0.57                        | 2            | 0.14         |      |   |      |
| Castilla-La Mancha   | 4974       | 90.85         | 423                        | 9.38                       | 1,113        | 24.69        | 2 922                     | 64.82                     | 26                          | 0.58                        | 23                          | 0.51                        | 1            | 0.02         |      |   |      |
| Castilla y León      | 6794       | 84.15         | 2 859                      | 50.18                      | 2 049        | 35.96        | 566                       | 9.93                      | 46                          | 0.81                        | 169                         | 2.97                        | 9            | 0.16         |      |   |      |
| Cataluña             | 1759       | 84.71         | 296                        | 19.99                      | 736          | 49.70        | 371                       | 25.05                     | 29                          | 1.96                        | 48                          | 3.24                        | 1            | 0.07         |      |   |      |
| Ceuta                | 244        | 86.48         | 12                         | 5.71                       | 29           | 13.81        | 167                       | 79.52                     | 2                           | 0.95                        | 0                           | 0.00                        | 0            | 0.00         |      |   |      |
| Extremadura          | 1626       | 88.99         | 399                        | 27.59                      | 511          | 35.34        | 506                       | 34.99                     | 18                          | 1.24                        | 8                           | 0.55                        | 4            | 0.28         |      |   |      |
| Galicia              | 4564       | 87.25         | 1104                       | 27.94                      | 1160         | 29.35        | 1560                      | 39.47                     | 84                          | 2.13                        | 36                          | 0.91                        | 8            | 0.20         |      |   |      |
| La Rioja             | 2082       | 78.19         | 686                        | 42.74                      | 672          | 41.87        | 181                       | 11.28                     | 19                          | 1.18                        | 47                          | 2.93                        | 0            | 0.00         |      |   |      |
| Madrid               | 9949       | 82.97         | 1613                       | 19.65                      | 4487         | 54.67        | 1 811                     | 22.06                     | 137                         | 1.67                        | 153                         | 1.86                        | 7            | 0.09         |      |   |      |
| Melilla              | 401        | 91.27         | 288                        | 78.69                      | 63           | 17.21        | 10                        | 2.73                      | 5                           | 1.37                        | 0                           | 0.00                        | 0            | 0.00         |      |   |      |
| Murcia               | 2180       | 86.28         | 634                        | 33.81                      | 1065         | 56.80        | 133                       | 7.09                      | 19                          | 1.01                        | 11                          | 0.59                        | 13           | 0.69         |      |   |      |
| Navarra              | 211        | 81.52         | 39                         | 23.49                      | 80           | 48.19        | 51                        | 30.72                     | 0                           | 0.00                        | 2                           | 1.20                        | 0            | 0.00         |      |   |      |
| Comunidad Valenciana | 8981       | 93.04         | 3658                       | 43.82                      | 3159         | 37.85        | 1188                      | 14.23                     | 128                         | 1.53                        | 85                          | 1.02                        | 129          | 1.55         |      |   |      |
|                      |            |               |                            |                            |              |              |                           |                           |                             |                             |                             |                             |              |              |      |   |      |
| Total                | 67 158     | 86.81         | 21 513                     | 37.03                      | 19 967       | 34.36        | 15 090                    | 25.97                     | 680                         | 1.17                        | 668                         | 1.15                        | 185          | 0.32         |      |   |      |

### Circunscripciones ganadas
| Circunscripción | Electorado | Participación | Soraya Sáenz de Santamaría | Soraya Sáenz de Santamaría | Pablo Casado | Pablo Casado | María Dolores de Cospedal | María Dolores de Cospedal | José Manuel García-Margallo | José Manuel García-Margallo | José Ramón García- Hernández | José Ramón García- Hernández | Elio Cabanes | Elio Cabanes |      |   |      |
| Circunscripción | Electorado | Participación | Votos                      | %                          | Votos        | %            | Votos                     | %                         | Votos                       | %                           | Votos                        | %                            | Votos        | %            |      |   |      |
| --------------- | ---------- | ------------- | -------------------------- | -------------------------- | ------------ | ------------ | ------------------------- | ------------------------- | --------------------------- | --------------------------- | ---------------------------- | ---------------------------- | ------------ | ------------ | ---- | - | ---- |
| Circunscripción | Electorado | Participación | La Coruña                  | 1596                       | 85.90        | 317          | 23.41                     | 415                       | 30.65                       | 574                         | 42.39                        | 34                           | 2.51         | 11           | 0.81 | 3 | 0.22 |
| Álava           | 224        | 97.32         | 162                        | 75.70                      | 45           | 21.03        | 4                         | 1.87                      | 2                           | 0.93                        | 1                            | 0.47                         | 0            | 0.00         |      |   |      |
| Albacete        | 714        | 96.50         | 30                         | 4.37                       | 107          | 15.57        | 547                       | 79.62                     | 1                           | 0.15                        | 2                            | 0.29                         | 0            | 0.00         |      |   |      |
| Alicante        | 3593       | 94.02         | 1,525                      | 45.19                      | 1,115        | 33.04        | 649                       | 19.23                     | 57                          | 1.69                        | 19                           | 0.56                         | 10           | 0.30         |      |   |      |
| Almería         | 1627       | 86.17         | 407                        | 29.05                      | 178          | 12.71        | 804                       | 57.39                     | 6                           | 0.43                        | 6                            | 0.43                         | 0            | 0.00         |      |   |      |
| Asturias        | 2189       | 82.87         | 529                        | 29.23                      | 368          | 20.33        | 893                       | 49.34                     | 15                          | 0.83                        | 4                            | 0.22                         | 1            | 0.06         |      |   |      |
| Ávila           | 638        | 90.13         | 98                         | 17.04                      | 306          | 53.22        | 36                        | 6.26                      | 4                           | 0.70                        | 131                          | 22.78                        | 0            | 0.00         |      |   |      |
| Badajoz         | 874        | 87.99         | 223                        | 29.04                      | 317          | 41.28        | 216                       | 28.13                     | 5                           | 0.65                        | 5                            | 0.65                         | 2            | 0.26         |      |   |      |
| Barcelona       | 1224       | 82.92         | 166                        | 16.42                      | 495          | 48.96        | 292                       | 28.88                     | 20                          | 1.98                        | 37                           | 3.66                         | 1            | 0.10         |      |   |      |
| Vizcaya         | 283        | 93.64         | 102                        | 39.08                      | 61           | 23.37        | 87                        | 33.33                     | 7                           | 2.68                        | 4                            | 1.53                         | 0            | 0.00         |      |   |      |
| Burgos          | 801        | 87.64         | 353                        | 50.50                      | 290          | 41.49        | 37                        | 5.29                      | 11                          | 1.57                        | 6                            | 0.86                         | 2            | 0.29         |      |   |      |
| Cáceres         | 752        | 90.16         | 176                        | 25.96                      | 194          | 28.61        | 290                       | 42.77                     | 13                          | 1.92                        | 3                            | 0.44                         | 2            | 0.29         |      |   |      |
| Cádiz           | 1405       | 83.27         | 749                        | 64.13                      | 210          | 17.98        | 187                       | 16.01                     | 16                          | 1.37                        | 6                            | 0.51                         | 0            | 0.00         |      |   |      |
| Cantabria       | 1465       | 95.84         | 752                        | 53.79                      | 412          | 29.47        | 213                       | 15.24                     | 11                          | 0.79                        | 8                            | 0.57                         | 2            | 0.14         |      |   |      |
| Castellón       | 1893       | 90.33         | 675                        | 39.54                      | 917          | 53.72        | 84                        | 4.92                      | 18                          | 1.05                        | 12                           | 0.70                         | 1            | 0.06         |      |   |      |
| Ceuta           | 244        | 86.48         | 12                         | 5.71                       | 29           | 13.81        | 167                       | 79.52                     | 2                           | 0.95                        | 0                            | 0.00                         | 0            | 0.00         |      |   |      |
| Ciudad Real     | 1069       | 93.64         | 123                        | 12.30                      | 343          | 34.30        | 521                       | 52.10                     | 7                           | 0.70                        | 6                            | 0.60                         | 0            | 0.00         |      |   |      |
| Córdoba         | 876        | 93.95         | 254                        | 30.86                      | 236          | 28.68        | 324                       | 39.37                     | 2                           | 0.24                        | 6                            | 0.73                         | 1            | 0.12         |      |   |      |
| Cuenca          | 788        | 91.50         | 81                         | 11.33                      | 111          | 15.52        | 517                       | 72.31                     | 4                           | 0.56                        | 2                            | 0.28                         | 0            | 0.00         |      |   |      |
| El Hierro       | 95         | 87.37         | 66                         | 79.52                      | 16           | 19.28        | 0                         | 0.00                      | 1                           | 1.20                        | 0                            | 0.00                         | 0            | 0.00         |      |   |      |
| Formentera      | 21         | 95.24         | 12                         | 60.00                      | 7            | 35.00        | 1                         | 5.00                      | 0                           | 0.00                        | 0                            | 0.00                         | 0            | 0.00         |      |   |      |
| Fuerteventura   | 166        | 91.57         | 112                        | 73.68                      | 9            | 5.92         | 30                        | 19.74                     | 1                           | 0.66                        | 3                            | 0.00                         | 0            | 0.00         |      |   |      |
| Guipúzcoa       | 88         | 92.05         | 48                         | 59.26                      | 18           | 22.22        | 9                         | 11.11                     | 4                           | 4.94                        | 2                            | 2.47                         | 0            | 0.00         |      |   |      |
| Gerona          | 109        | 92.66         | 72                         | 72.73                      | 11           | 11.11        | 13                        | 13.13                     | 3                           | 3.03                        | 0                            | 0.00                         | 0            | 0.00         |      |   |      |
| Gran Canaria    | 814        | 95.09         | 399                        | 51.62                      | 185          | 23.93        | 179                       | 23.16                     | 9                           | 1.16                        | 0                            | 0.00                         | 1            | 0.13         |      |   |      |
| Granada         | 999        | 95.60         | 388                        | 40.71                      | 209          | 21.93        | 337                       | 35.36                     | 18                          | 1.89                        | 0                            | 0.00                         | 0            | 1.10         |      |   |      |
| Guadalajara     | 415        | 93.01         | 22                         | 5.70                       | 109          | 28.24        | 246                       | 63.73                     | 2                           | 0.52                        | 7                            | 1.81                         | 0            | 0.00         |      |   |      |
| Huelva          | 715        | 97.20         | 598                        | 86.04                      | 82           | 11.80        | 15                        | 2.16                      | 0                           | 0.00                        | 0                            | 0.00                         | 0            | 0.00         |      |   |      |
| Huesca          | 572        | 86.89         | 183                        | 37.20                      | 218          | 44.31        | 74                        | 15.04                     | 3                           | 0.61                        | 13                           | 2.64                         | 1            | 0.20         |      |   |      |
| Ibiza           | 369        | 93.77         | 157                        | 45.38                      | 155          | 44.80        | 25                        | 7.23                      | 6                           | 1.73                        | 2                            | 0.58                         | 1            | 0.29         |      |   |      |
| Jaén            | 841        | 92.15         | 274                        | 35.49                      | 155          | 20.08        | 337                       | 43.65                     | 3                           | 0.39                        | 3                            | 0.39                         | 0            | 0.00         |      |   |      |
| La Gomera       | 42         | 90.48         | 2                          | 5.26                       | 5            | 13.16        | 31                        | 81.58                     | 0                           | 0.00                        | 0                            | 0.00                         | 0            | 0.00         |      |   |      |
| La Palma        | 312        | 91.35         | 168                        | 59.15                      | 91           | 32.04        | 18                        | 6.34                      | 5                           | 1.76                        | 2                            | 0.70                         | 0            | 0.00         |      |   |      |
| La Rioja        | 2082       | 78.19         | 686                        | 42.74                      | 672          | 41.87        | 181                       | 11.28                     | 19                          | 1.18                        | 47                           | 2.93                         | 0            | 0.00         |      |   |      |
| Lanzarote       | 63         | 92.06         | 25                         | 43.86                      | 4            | 7.02         | 26                        | 45.61                     | 2                           | 3.51                        | 0                            | 0.00                         | 0            | 0.00         |      |   |      |
| León            | 1030       | 80.87         | 427                        | 51.45                      | 283          | 34.10        | 102                       | 12.29                     | 8                           | 0.96                        | 6                            | 0.72                         | 4            | 0.48         |      |   |      |
| Lérida          | 187        | 82.35         | 17                         | 11.04                      | 84           | 54.55        | 51                        | 33.12                     | 2                           | 1.30                        | 0                            | 0.00                         | 0            | 0.00         |      |   |      |
| Lugo            | 1383       | 87.71         | 290                        | 24.03                      | 396          | 32.81        | 492                       | 40.76                     | 25                          | 2.07                        | 3                            | 0.25                         | 1            | 0.08         |      |   |      |
| Madrid          | 9949       | 82.97         | 1,613                      | 19.65                      | 4,487        | 54.67        | 1,811                     | 22.06                     | 137                         | 1.67                        | 153                          | 1.86                         | 7            | 0.09         |      |   |      |
| Málaga          | 2048       | 83.59         | 1,223                      | 71.48                      | 370          | 21.62        | 107                       | 6.25                      | 7                           | 0.41                        | 4                            | 0.23                         | 0            | 0.00         |      |   |      |
| Mallorca        | 1,975      | 87.65         | 527                        | 30.46                      | 808          | 46.71        | 354                       | 20.46                     | 32                          | 1.85                        | 7                            | 0.40                         | 2            | 0.12         |      |   |      |
| Melilla         | 401        | 91.27         | 288                        | 78.69                      | 63           | 17.21        | 10                        | 2.73                      | 5                           | 1.37                        | 0                            | 0.00                         | 0            | 0.00         |      |   |      |
| Menorca         | 461        | 55.97         | 74                         | 28.79                      | 132          | 51.36        | 46                        | 17.90                     | 5                           | 1.95                        | 0                            | 0.00                         | 0            | 0.00         |      |   |      |
| Murcia          | 2180       | 86.28         | 634                        | 33.81                      | 1,065        | 56.80        | 133                       | 7.09                      | 19                          | 1.01                        | 11                           | 0.59                         | 13           | 0.69         |      |   |      |
| Navarra         | 211        | 81.52         | 39                         | 22.67                      | 80           | 46.51        | 51                        | 29.65                     | 0                           | 0.00                        | 2                            | 1.16                         | 0            | 0.00         |      |   |      |
| Orense          | 516        | 94.57         | 206                        | 42.47                      | 94           | 19.38        | 177                       | 36.49                     | 4                           | 0.82                        | 3                            | 0.62                         | 1            | 0.21         |      |   |      |
| Palencia        | 529        | 91.68         | 188                        | 39.00                      | 268          | 55.60        | 19                        | 3.94                      | 4                           | 0.83                        | 3                            | 0.62                         | 0            | 0.00         |      |   |      |
| Pontevedra      | 1069       | 85.13         | 291                        | 32.12                      | 255          | 28.15        | 317                       | 34.99                     | 21                          | 2.32                        | 19                           | 2.10                         | 3            | 0.33         |      |   |      |
| Salamanca       | 889        | 74.02         | 398                        | 60.86                      | 194          | 29.66        | 58                        | 8.87                      | 3                           | 0.46                        | 1                            | 0.15                         | 0            | 0.00         |      |   |      |
| Segovia         | 295        | 92.54         | 178                        | 65.20                      | 66           | 24.18        | 25                        | 9.16                      | 2                           | 0.73                        | 2                            | 0.73                         | 0            | 0.00         |      |   |      |
| Sevilla         | 3324       | 81.95         | 1,688                      | 62.01                      | 223          | 8.19         | 796                       | 29.24                     | 8                           | 0.29                        | 6                            | 0.22                         | 1            | 0.04         |      |   |      |
| Soria           | 413        | 74.58         | 136                        | 44.30                      | 127          | 41.37        | 37                        | 12.05                     | 4                           | 1.30                        | 3                            | 0.98                         | 0            | 0.00         |      |   |      |
| Tarragona       | 239        | 92.05         | 41                         | 18.89                      | 146          | 67.28        | 15                        | 6.91                      | 4                           | 1.84                        | 11                           | 5.07                         | 0            | 0.00         |      |   |      |
| Tenerife        | 837        | 79.09         | 366                        | 55.29                      | 137          | 20.69        | 149                       | 22.51                     | 5                           | 0.76                        | 4                            | 0.60                         | 1            | 0.15         |      |   |      |
| Teruel          | 353        | 90.65         | 72                         | 22.57                      | 159          | 49.84        | 83                        | 26.02                     | 1                           | 0.31                        | 3                            | 0.94                         | 1            | 0.31         |      |   |      |
| Toledo          | 1990       | 86.98         | 167                        | 9.66                       | 445          | 25.75        | 1,091                     | 63.14                     | 17                          | 0.98                        | 7                            | 0.41                         | 1            | 0.06         |      |   |      |
| Valencia        | 3467       | 94.26         | 1 458                      | 44.66                      | 1 127        | 34.52        | 455                       | 13.94                     | 53                          | 1.62                        | 54                           | 1.65                         | 118          | 3.61         |      |   |      |
| Valladolid      | 1580       | 82.53         | 637                        | 48.92                      | 422          | 32.41        | 215                       | 16.51                     | 8                           | 0.61                        | 17                           | 1.31                         | 3            | 0.23         |      |   |      |
| Zamora          | 619        | 93.38         | 444                        | 77.08                      | 93           | 16.15        | 37                        | 6.42                      | 2                           | 0.35                        | 0                            | 0.00                         | 0            | 0.00         |      |   |      |
| Zaragoza        | 1180       | 85.59         | 164                        | 16.33                      | 335          | 33.37        | 497                       | 49.50                     | 1                           | 0.10                        | 7                            | 0.70                         | 0            | 0.00         |      |   |      |
|                 |            |               |                            |                            |              |              |                           |                           |                             |                             |                              |                              |              |              |      |   |      |
| Total           | 67 083     | 86.91         | 21 512                     | 37.02                      | 19 954       | 34.34        | 15 092                    | 25.98                     | 688                         | 1.18                        | 671                          | 1.15                         | 185          | 0.32         |      |   |      |

## Apoyos
Esta sección enlista a los militantes del Partido Popular que apoyan a cada una de las siete candidaturas.

### Pablo Casado Blanco
- Javier Maroto
- Teodoro García Egea
- José Ignacio Echániz
- Antonio Silván
- Andrea Levy
- Esperanza Aguirre
- Diego Gago
- Belén Hoyo
- José María Aznar (no a nivel oficial)
- Isabel Díaz Ayuso
- Ignacio Cosidó
- Francisco Javier Márquez Sánchez

### María Dolores de Cospedal
- José Antonio Monago
- José Enrique Fernández de Moya
- Dolors Montserrat
- Isabel García Tejerina
- Juan Ignacio Zoido
- Ángel Garrido
- Rafael Catalá
- Carlos Floriano
- Alicia Sánchez-Camacho
- Jesús Posada
- Alfonso Fernández Mañueco
- Francisco de la Torre
- Pío García-Escudero
- Xavier García Albiol
- María José García-Pelayo
- Mercedes Fernández
- Vicente Tirado
- Alberto Núñez Feijóo (no a nivel oficial)

### Soraya Sáenz de Santamaría
- Enric Millo
- Isabel Tocino
- Teófila Martínez
- Javier Arenas
- Fernando Martínez Maillo
- Álvaro Nadal
- José Luis Ayllón
- Cristóbal Montoro
- Fátima Báñez
- Íñigo Méndez de Vigo
- Íñigo de la Serna
- Antonio Sanz
- Cuca Gamarra
- Juan Manuel Moreno
- Miguel Ángel García Anguita
- Alfonso Alonso
- Iñaki Oyarzábal
- Ángeles Muñoz[27]
- Elías Bendodo
- Asier Antona
- Celia Villalobos
- Borja Sémper
- Angela Merkel[28] no a nivel oficial
- Mariano Rajoy (no a nivel oficial)

## Encuestas
Los resultados de las encuestas se enumeran en las tablas a continuación en orden cronológico inverso, mostrando primero los más recientes y utilizando la fecha en que se realizó el trabajo de campo de la encuesta, en oposición a la fecha de publicación. Si se desconoce dicha fecha, en su lugar se da la fecha de publicación. El porcentaje más alto en cada encuesta se muestra en negrita y el fondo sombreado en el color del candidato. En el caso de un empate, las figuras con los porcentajes más altos están sombreadas. Las encuestas muestran los datos recopilados entre los votantes / simpatizantes del PP, así como entre los votantes españoles en su conjunto, pero no entre los miembros del partido, que son los que en última instancia tienen derecho a votar en las elecciones primarias.

### Votantes del PP

#### Todas las Encuestas
| Polling firm/Commissioner     | Fieldwork date        | Sample size |                   |                     |          |                   |                  |         |      |        |        |       |        |           | Other /None |      | Lead |   |   |     |  |      |
| Polling firm/Commissioner     | Fieldwork date        | Sample size | Casado            | Sáenz de Santamaría | Cospedal | García- Hernández | García- Margallo | Cabanes | Bayo | Feijóo | Pastor | Serna | Alonso | Cifuentes | Other /None |      | Lead |   |   |     |  |      |
| ----------------------------- | --------------------- | ----------- | ----------------- | ------------------- | -------- | ----------------- | ---------------- | ------- | ---- | ------ | ------ | ----- | ------ | --------- | ----------- | ---- | ---- | - | - | --- |  | ---- |
| Polling firm/Commissioner     | Fieldwork date        | Sample size | Congress election | 21 Jul 2018         | [ 29 ]   | 57.3              | 42.1             | –       | –    | –      | –      | –     | –      | –         | Other /None | –    | Lead | – | – | 0.6 |  | 15.2 |
| Demoscopia Servicios/OKDiario | 20 Jul 2018           | 566         | 49.5              | 35.7                | –        | –                 | –                | –       | –    | –      | –      | –     | –      | –         | –           | 14.8 | 13.8 |   |   |     |  |      |
| NC Report/La Razón            | 8–14 Jul 2018         | 600         | 42.5              | 42.8                | –        | –                 | –                | –       | –    | –      | –      | –     | –      | –         | –           | 14.7 | 0.3  |   |   |     |  |      |
| Sigma Dos/El Mundo            | 9–12 Jul 2018         | ?           | 29.7              | 56.9                | –        | –                 | –                | –       | –    | –      | –      | –     | –      | –         | –           | 13.4 | 27.2 |   |   |     |  |      |
| ElectoPanel/Electomanía       | 5–10 Jul 2018         | ?           | 48.8              | 51.2                | –        | –                 | –                | –       | –    | –      | –      | –     | –      | –         | –           | –    | 2.4  |   |   |     |  |      |
| Primary election              | 5 Jul 2018            | [ 31 ]      | 34.3              | 36.9                | 25.9     | 1.2               | 1.2              | 0.3     | –    | –      | –      | –     | –      | –         | 0.2         |      | 2.6  |   |   |     |  |      |
| Demoscopia Servicios/OKDiario | 28 Jun–2 Jul 2018     | 447         | 16.8              | 16.3                | 18.8     | 0.4               | 1.8              | 0.2     | –    | –      | –      | –     | –      | –         | 4.3         | 41.4 | 2.0  |   |   |     |  |      |
| IMOP/El Confidencial          | 22–27 Jun 2018        | 500         | 22.2              | 45.2                | 11.9     | 1.2               | 6.4              | 0.1     | –    | –      | –      | –     | –      | –         | 12.9        | 12.9 | 23.0 |   |   |     |  |      |
| Demoscopia Servicios/OKDiario | 22–24 Jun 2018        | 330         | 16.7              | 14.5                | 15.2     | 0.3               | 2.4              | 0.0     | –    | –      | –      | –     | –      | –         | 4.8         | 46.1 | 1.5  |   |   |     |  |      |
| SocioMétrica/El Español       | 19–22 Jun 2018        | ?           | –                 | 52.6                | 31.2     | –                 | –                | –       | –    | –      | –      | –     | –      | –         | –           | 16.2 | 21.4 |   |   |     |  |      |
| SocioMétrica/El Español       | 19–22 Jun 2018        | ?           | 22.8              | 47.8                | 16.2     | 2.3               | 4.0              | –       | 0.0  | –      | –      | –     | –      | –         | –           | 6.9  | 25.0 |   |   |     |  |      |
| SocioMétrica/El Español       | 19–22 Jun 2018        | ?           | –                 | 52.5                | 38.2     | –                 | –                | –       | –    | –      | –      | –     | –      | –         | –           | 9.3  | 14.3 |   |   |     |  |      |
| SocioMétrica/El Español       | 19–22 Jun 2018        | ?           | 18.6              | 49.3                | 12.0     | 3.5               | 9.2              | –       | 0.0  | –      | –      | –     | –      | –         | –           | 7.3  | 30.7 |   |   |     |  |      |
| GESOP/El Periódico            | 11–13 Jun 2018        | 800         | –                 | 27.0                | 8.6      | –                 | –                | –       | –    | 33.1   | 14.1   | 6.1   | –      | –         | 0.6         | 10.4 | 6.1  |   |   |     |  |      |
| DYM/El Independiente          | 11–12 Jun 2018        | 1,019       | –                 | 33.1                | 5.7      | –                 | –                | –       | –    | 37.3   | 11.5   | –     | –      | –         | 7.0         | 5.4  | 4.2  |   |   |     |  |      |
| GAD3/ABC                      | 7–8 Jun 2018          | 800         | 4.1               | 23.1                | 7.6      | –                 | –                | –       | –    | 37.0   | 5.8    | –     | –      | –         | 22.4        | 22.4 | 13.9 |   |   |     |  |      |
| InvyMark/laSexta              | 4–8 Jun 2018          | ?           | –                 | 43.2                | 7.1      | –                 | –                | –       | –    | 30.3   | 7.9    | 2.5   | –      | –         | –           | 9.0  | 12.9 |   |   |     |  |      |
| MyWord/Cadena SER             | 6–7 Jun 2018          | 1,215       | –                 | 38.0                | 6.0      | –                 | –                | –       | –    | 39.0   | 3.8    | –     | 1.6    | –         | 0.4         | 11.2 | 1.0  |   |   |     |  |      |
| ElectoPanel/Electomanía       | 26–28 de mayo de 2018 | ?           | 7.4               | 44.4                | 1.9      | –                 | 1.9              | –       | –    | 35.2   | 5.6    | –     | 0.0    | –         | 3.6         | 0.0  | 9.2  |   |   |     |  |      |
| NC Report/La Razón            | 3–6 Apr 2018          | 350         | –                 | 27.7                | 20.3     | –                 | –                | –       | –    | 26.9   | 10.6   | –     | –      | 0.6       | 3.7         | 10.3 | 0.8  |   |   |     |  |      |
| SocioMétrica/El Español       | 19–29 Mar 2018        | ?           | 6.0               | 40.0                | 3.0      | –                 | –                | –       | –    | 24.0   | –      | –     | –      | 10.0      | 10.0        | 7.0  | 16.0 |   |   |     |  |      |

#### Primarias
| Encuestadora                  | Fecha          | Encuestados |           |            |        |          |            | Archivo:Elio Cabanes Sanchís.png | Ninguno | ?   | Liderando |   |    |   |   |   |    |
| Encuestadora                  | Fecha          | Encuestados | Casado    | Cospedal   | García | Margallo | Santamaría | Cabanes                          | Ninguno | ?   | Liderando |   |    |   |   |   |    |
| ----------------------------- | -------------- | ----------- | --------- | ---------- | ------ | -------- | ---------- | -------------------------------- | ------- | --- | --------- | - | -- | - | - | - | -- |
| Encuestadora                  | Fecha          | Encuestados | El Diario | 5 Jul 2018 | 670    | 33       | 7          | 5                                | Ninguno | ?   | Liderando | 6 | 46 | 4 | – | – | 13 |
| El Confidencial/IMOP Insights | 22-27 Jun 2018 | 500/2 376   | 22.2      | 11.9       | 1.2    | 6.4      | 45.2       | 0.1                              | –       | –   | 23        |   |    |   |   |   |    |
| El Confidencial/IMOP Insights | 22-27 Jun 2018 | 500/2 376   | 15.1      | 16.9       | 0.4    | 4.1      | 43.6       | 0.1                              | –       | –   | 27.5      |   |    |   |   |   |    |
| El Confidencial/IMOP Insights | 22-27 Jun 2018 | 500/2 376   | 18.4      | 11.7       | 0.9    | 5.6      | 40.1       | –                                | 14.7    | 6.3 | 21.7      |   |    |   |   |   |    |
| Sociométrica/El Español       | 19-22 Jun 2018 | 1 000       | 22.8      | 16.2       | 2.3    | 4.0      | 47.8       | –                                | –       | 6.9 | 25.0      |   |    |   |   |   |    |
| Sociométrica/El Español       | 19-22 Jun 2018 | 1 000       | 18.6      | 12.0       | 3.5    | 9.2      | 49.3       | –                                | –       | 7.3 | 30.7      |   |    |   |   |   |    |

#### Sáenz de Santamaría vs. María Dolores de Cospedal
| Encuestadora            | Fecha          | Encuestados |                         |                | ?   | Liderando |       |      |      |      |      |
| Encuestadora            | Fecha          | Encuestados | Cospedal                | Santamaría     | ?   | Liderando |       |      |      |      |      |
| ----------------------- | -------------- | ----------- | ----------------------- | -------------- | --- | --------- | ----- | ---- | ---- | ---- | ---- |
| Encuestadora            | Fecha          | Encuestados | Sociométrica/El Español | 19-22 Jun 2018 | ?   | Liderando | 1 000 | 31.2 | 52.6 | 16.2 | 21.4 |
| Sociométrica/El Español | 19-22 Jun 2018 | 1 000       | 38.2                    | 52.5           | 9.3 | 14.3      |       |      |      |      |      |

#### Sáenz de Santamaría vs. Pablo Casado
| Encuestadora | Fecha    | Encuestados |             |            | ? | Liderando |     |      |      |   |     |
| Encuestadora | Fecha    | Encuestados | Casado      | Santamaría | ? | Liderando |     |      |      |   |     |
| ------------ | -------- | ----------- | ----------- | ---------- | - | --------- | --- | ---- | ---- | - | --- |
| Encuestadora | Fecha    | Encuestados | electomania | Jul 2018   | ? | Liderando | 882 | 48.2 | 51.2 | - | 2.4 |
| electomania  | Jul 2018 | 882         | 60.4        | 39.6       | - | 20.8      |     |      |      |   |     |
| electomania  | Jul 2018 | 882         | 62.5        | 37.5       | - | 25        |     |      |      |   |     |
| electomania  | Jul 2018 | 882         | 33.5        | 66.7       | - | 33.2      |     |      |      |   |     |
| electomania  | Jul 2018 | 882         | 68.3        | 31.7       | - | 36.6      |     |      |      |   |     |
| electomania  | Jul 2018 | 882         | 54.5        | 44.5       | - | 10        |     |      |      |   |     |
| electomania  | Jul 2018 | 882         | 50          | 50         | - | 0         |     |      |      |   |     |
| electomania  | Jul 2018 | 882         | 45.8        | 54.2       | - | 8.4       |     |      |      |   |     |

#### Antes de las primarias
| Encuestadora               | Fecha                      | Encuestados |                    |                        |        |          |        |       |            |           | Otros /Ninguno | ?    | Liderando |   |      |     |     |      |     |
| Encuestadora               | Fecha                      | Encuestados | Casado             | Cospedal               | Feijóo | Margallo | Pastor | Rajoy | Santamaría | Cifuentes | Otros /Ninguno | ?    | Liderando |   |      |     |     |      |     |
| -------------------------- | -------------------------- | ----------- | ------------------ | ---------------------- | ------ | -------- | ------ | ----- | ---------- | --------- | -------------- | ---- | --------- | - | ---- | --- | --- | ---- | --- |
| Encuestadora               | Fecha                      | Encuestados | GESOP/El Periódico | 11–13 de junio de 2018 | 800    | 8.6      | –      | 33.1  | 14.1       | –         | Otros /Ninguno | ?    | Liderando | – | 27.0 | 6.1 | 6.7 | 10.4 | 6.1 |
| GAD3/ABC                   | 7–8 de junio de 2018       | 800         | 4.1                | 7.6                    | 37.0   | –        | 5.8    | –     | 23.1       | –         | 22.4           | 22.4 | 13.9      |   |      |     |     |      |     |
| MyWord/Cadena SER          | 6–7 de junio de 2018       | 1,215       | –                  | 6.0                    | 39.0   | –        | 3.8    | –     | 38.0       | –         | 2.0            | 11.2 | 1.0       |   |      |     |     |      |     |
| electoPanel/electomania.es | 26–28 de mayo de 2018      | ?           | 7.4                | 1.9                    | 35.2   | 1.9      | 5.6    | –     | 44.4       | –         | 3.6            | 0.0  | 9.2       |   |      |     |     |      |     |
| NC Report/La Razón         | 3–6 de abril de 2018       | 350         | –                  | 20.3                   | 26.9   | –        | 10.6   | –     | 27.7       | 0.6       | 3.7            | 10.3 | 0.8       |   |      |     |     |      |     |
| SocioMétrica/El Español    | 19–29 de marzo de 2018     | ?           | 6.0                | 3.0                    | 24.0   | –        | –      | –     | 40.0       | 10.0      | 10.0           | 7.0  | 16.0      |   |      |     |     |      |     |
| SocioMétrica/El Español    | 22–29 de diciembre de 2016 | ?           | 6.7                | 5.7                    | 26.7   | –        | –      | –     | 41.2       | 1.9       | 4.2            | 13.6 | 14.5      |   |      |     |     |      |     |
| La Voz de Galicia          | 11 de abril de 2016        | ?           | –                  | –                      | –      | –        | –      | 26.9  | 42.2       | 30.9      | –              | –    | 11.3      |   |      |     |     |      |     |
| Sigma Dos/El Mundo         | 16–18 de febrero de 2016   | ?           | 5.2                | –                      | 10.8   | 4.2      | –      | –     | 52.5       | 12.2      | –              | 15.1 | 37.4      |   |      |     |     |      |     |

### Votantes españoles
| Encuestadora | Fecha | Muestra | Participación |                     |                |       |      |      |      |      | Liderando |      |      |     |     |     |
| ------------ | ----- | ------- | ------------- | ------------------- | -------------- | ----- | ---- | ---- | ---- | ---- | --------- | ---- | ---- | --- | --- | --- |
| Encuestadora | Fecha | Muestra | Participación | Top Position/Merca2 | 10–11 Jul 2018 | 1 200 | ?    | –    | 21.4 | 23.6 | Liderando | 17.1 | 21.6 | 3.5 | 3.7 | 2.0 |
| ?            | 23.5  | –       | 23.8          | Top Position/Merca2 | 10–11 Jul 2018 | 1 200 | 17.1 | 22.1 | 3.5  | 1.8  | 0.3       |      |      |     |     |     |

| Encuestadora | Fecha    | Encuestados |             |            | Liderando |     |      |      |      |
| Encuestadora | Fecha    | Encuestados | Casado      | Santamaría | Liderando |     |      |      |      |
| ------------ | -------- | ----------- | ----------- | ---------- | --------- | --- | ---- | ---- | ---- |
| Encuestadora | Fecha    | Encuestados | electomania | Jul 2018   | Liderando | 882 | 40.1 | 59.9 | 19.8 |
| electomania  | Jul 2018 | 882         | 61.5        | 38.5       | 23        |     |      |      |      |

| Encuestadora            | Fecha          | Encuestados |           |             |        |          |            |      | Archivo:Elio Cabanes Sanchís.png | Ninguno | ?    | Liderando |    |   |   |   |   |    |
| Encuestadora            | Fecha          | Encuestados | Casado    | Cospedal    | García | Margallo | Santamaría | Bayo | Cabanes                          | Ninguno | ?    | Liderando |    |   |   |   |   |    |
| ----------------------- | -------------- | ----------- | --------- | ----------- | ------ | -------- | ---------- | ---- | -------------------------------- | ------- | ---- | --------- | -- | - | - | - | - | -- |
| Encuestadora            | Fecha          | Encuestados | El Plural | 20 Jun 2018 | 1 300  | 15       | 11         | 2    | 8                                | Ninguno | ?    | Liderando | 61 | 2 | 1 | – | – | 46 |
| El Diario               | 20 Jun 2018    | 6 775       | 8         | 12          | 3      | 21       | 52         | 3    | 1                                | –       | –    | 31        |    |   |   |   |   |    |
| COPE                    | 20 Jun 2018    | 750         | 32        | 11          | 4      | 7        | 45         | 2    | –                                | –       | –    | 13        |    |   |   |   |   |    |
| HuffingtonPost          | 20 Jun 2018    | 3 000       | 10        | 6           | 5      | 21       | 52         | 6    | –                                | –       | –    | 31        |    |   |   |   |   |    |
| ANTENA3TV               | 20 Jun 2018    | –           | 15        | 11          | 1      | 5        | 40         | 2    | 28                               | –       | –    | 12        |    |   |   |   |   |    |
| Ondacero                | 20 Jun 2018    | 520         | 14        | 7           | 7      | 16       | 48         | 1    | 7                                | –       | –    | 32        |    |   |   |   |   |    |
| El Mundo                | 23 Jun 2018    | 143 844     | 19.68     | 9.54        | 3.31   | 14.48    | 50.19      | 1    | –                                | –       | –    | 30.51     |    |   |   |   |   |    |
| Sociométrica/El Español | 19-22 Jun 2018 | 1 000       | 9.6       | 10.8        | 1.3    | 10.4     | 32.4       | 0.4  | –                                | –       | 35.1 | 21.6      |    |   |   |   |   |    |

| Encuestadora               | Fecha                 | Encuestados |                    |                |          |        |          |        |            |       |           | Otros /Ninguno | ?    | Liderando |      |     |   |     |      |     |
| Encuestadora               | Fecha                 | Encuestados | Alonso             | Casado         | Cospedal | Feijóo | Margallo | Pastor | Santamaría | Serna | Cifuentes | Otros /Ninguno | ?    | Liderando |      |     |   |     |      |     |
| -------------------------- | --------------------- | ----------- | ------------------ | -------------- | -------- | ------ | -------- | ------ | ---------- | ----- | --------- | -------------- | ---- | --------- | ---- | --- | - | --- | ---- | --- |
| Encuestadora               | Fecha                 | Encuestados | GESOP/El Periódico | 11–13 Jun 2018 | 800      | –      | –        | 5.8    | 20.4       | –     | 11.6      | Otros /Ninguno | ?    | Liderando | 27.5 | 6.0 | – | 0.3 | 28.6 | 7.1 |
| GAD3/ABC                   | 7–8 Jun 2018          | 800         | –                  | 3.2            | 4.4      | 22.0   | –        | 8.4    | 20.3       | –     | –         | 41.7           | 41.7 | 1.7       |      |     |   |     |      |     |
| Top Position               | 4–7 Jun 2018          | 1,200       | –                  | –              | –        | 31.6   | –        | –      | 33.4       | –     | –         | 35.0           | 35.0 | 1.8       |      |     |   |     |      |     |
| MyWord/Cadena SER          | 6–7 Jun 2018          | 1,215       | 2.8                | –              | 5.1      | 22.8   | –        | 7.7    | 23.5       | –     | –         | 4.7            | 33.4 | 0.7       |      |     |   |     |      |     |
| electoPanel/electomania.es | 26–28 de mayo de 2018 | 1,425       | 0.7                | 4.2            | 2.1      | 17.9   | 5.3      | 7.5    | 32.2       | –     | –         | 13.4           | 16.7 | 14.3      |      |     |   |     |      |     |
| SocioMétrica/El Español    | 19–29 Mar 2018        | 1,000       | –                  | 2.0            | 2.0      | 9.0    | –        | –      | 18.0       | –     | 6.0       | 21.0           | 42.0 | 9.0       |      |     |   |     |      |     |
| SocioMétrica/El Español    | 22–29 Dec 2016        | 800         | –                  | 4.3            | 2.4      | 8.9    | –        | –      | 33.2       | –     | 11.0      | 12.5           | 27.7 | 22.2      |      |     |   |     |      |     |
| Sigma Dos/El Mundo         | 16–18 Feb 2016        | 1,000       | –                  | 5.1            | –        | 8.2    | 2.5      | –      | 33.6       | –     | 14.6      | –              | 36.0 | 19.0      |      |     |   |     |      |     |

#### Votantes del Partido Socialista Obrero Español
| Encuestadora | Fecha | Encuestados |                         |                |        |          |            |      | Ninguno | ? | Liderando |     |       |     |   |      |       |
| Encuestadora | Fecha | Encuestados | Casado                  | Cospedal       | García | Margallo | Santamaría | Bayo | Ninguno | ? | Liderando |     |       |     |   |      |       |
| ------------ | ----- | ----------- | ----------------------- | -------------- | ------ | -------- | ---------- | ---- | ------- | - | --------- | --- | ----- | --- | - | ---- | ----- |
| Encuestadora | Fecha | Encuestados | Sociométrica/El Español | 19-22 Jun 2018 | 1 000  | 7.0      | 12.8       | 0.4  | Ninguno | ? | Liderando | 9.1 | 26.04 | 0.5 | – | 43.8 | 13.96 |

| Encuestadora | Fecha | Encuestados |                         |                | ? | Liderando |       |      |      |      |     |
| Encuestadora | Fecha | Encuestados | Cospedal                | Santamaría     | ? | Liderando |       |      |      |      |     |
| ------------ | ----- | ----------- | ----------------------- | -------------- | - | --------- | ----- | ---- | ---- | ---- | --- |
| Encuestadora | Fecha | Encuestados | Sociométrica/El Español | 19-22 Jun 2018 | ? | Liderando | 1 000 | 37.6 | 27.8 | 34.6 | 6.8 |

| Encuestadora | Fecha | Encuestados |             |            | Liderando |     |      |      |      |
| Encuestadora | Fecha | Encuestados | Casado      | Santamaría | Liderando |     |      |      |      |
| ------------ | ----- | ----------- | ----------- | ---------- | --------- | --- | ---- | ---- | ---- |
| Encuestadora | Fecha | Encuestados | electomania | Jul 2018   | Liderando | 882 | 32.6 | 67.4 | 34.8 |

#### Votantes de Ciudadanos
| Encuestadora | Fecha | Encuestados |                         |                |        |          |            |      | Ninguno | ? | Liderando |      |      |     |   |     |    |
| Encuestadora | Fecha | Encuestados | Casado                  | Cospedal       | García | Margallo | Santamaría | Bayo | Ninguno | ? | Liderando |      |      |     |   |     |    |
| ------------ | ----- | ----------- | ----------------------- | -------------- | ------ | -------- | ---------- | ---- | ------- | - | --------- | ---- | ---- | --- | - | --- | -- |
| Encuestadora | Fecha | Encuestados | Sociométrica/El Español | 19-22 Jun 2018 | 1 000  | 18.02    | 12.1       | 3.8  | Ninguno | ? | Liderando | 18.0 | 40.8 | 0.2 | – | 6.8 | 30 |

| Encuestadora | Fecha | Encuestados |                         |                | ? | Liderando |       |      |      |      |     |
| Encuestadora | Fecha | Encuestados | Cospedal                | Santamaría     | ? | Liderando |       |      |      |      |     |
| ------------ | ----- | ----------- | ----------------------- | -------------- | - | --------- | ----- | ---- | ---- | ---- | --- |
| Encuestadora | Fecha | Encuestados | Sociométrica/El Español | 19-22 Jun 2018 | ? | Liderando | 1 000 | 39.8 | 45.7 | 14.6 | 5.9 |

| Encuestadora | Fecha | Encuestados |             |            | Liderando |     |      |      |      |
| Encuestadora | Fecha | Encuestados | Casado      | Santamaría | Liderando |     |      |      |      |
| ------------ | ----- | ----------- | ----------- | ---------- | --------- | --- | ---- | ---- | ---- |
| Encuestadora | Fecha | Encuestados | electomania | Jul 2018   | Liderando | 882 | 40.1 | 59.9 | 19.8 |

#### Votantes de Unidos Podemos
| Encuestadora | Fecha | Encuestados |                         |                |        |          |            |      | Ninguno | ? | Liderando |     |      |     |   |      |      |
| Encuestadora | Fecha | Encuestados | Casado                  | Cospedal       | García | Margallo | Santamaría | Bayo | Ninguno | ? | Liderando |     |      |     |   |      |      |
| ------------ | ----- | ----------- | ----------------------- | -------------- | ------ | -------- | ---------- | ---- | ------- | - | --------- | --- | ---- | --- | - | ---- | ---- |
| Encuestadora | Fecha | Encuestados | Sociométrica/El Español | 19-22 Jun 2018 | 1 000  | 4.1      | 6.0        | 2.0  | Ninguno | ? | Liderando | 5.1 | 27.5 | 1.7 | – | 53.5 | 21.5 |

| Encuestadora | Fecha | Encuestados |                         |                | ? | Liderando |       |      |      |      |     |
| Encuestadora | Fecha | Encuestados | Cospedal                | Santamaría     | ? | Liderando |       |      |      |      |     |
| ------------ | ----- | ----------- | ----------------------- | -------------- | - | --------- | ----- | ---- | ---- | ---- | --- |
| Encuestadora | Fecha | Encuestados | Sociométrica/El Español | 19-22 Jun 2018 | ? | Liderando | 1 000 | 29.1 | 28.9 | 42.0 | 0.2 |

| Encuestadora | Fecha | Encuestados |             |            | Liderando |     |      |      |    |
| Encuestadora | Fecha | Encuestados | Casado      | Santamaría | Liderando |     |      |      |    |
| ------------ | ----- | ----------- | ----------- | ---------- | --------- | --- | ---- | ---- | -- |
| Encuestadora | Fecha | Encuestados | electomania | Jul 2018   | Liderando | 882 | 39.5 | 60.5 | 21 |

#### Resto de opciones
| Encuestadora | Fecha | Encuestados |                         |                |        |          |            |      | Ninguno | ? | Liderando |      |      |     |   |      |     |
| Encuestadora | Fecha | Encuestados | Casado                  | Cospedal       | García | Margallo | Santamaría | Bayo | Ninguno | ? | Liderando |      |      |     |   |      |     |
| ------------ | ----- | ----------- | ----------------------- | -------------- | ------ | -------- | ---------- | ---- | ------- | - | --------- | ---- | ---- | --- | - | ---- | --- |
| Encuestadora | Fecha | Encuestados | Sociométrica/El Español | 19-22 Jun 2018 | 1 000  | 0.4      | 9.0        | 0.2  | Ninguno | ? | Liderando | 13.4 | 17.1 | 0.7 | – | 59.2 | 3.7 |

| Encuestadora | Fecha | Encuestados |                         |                | Ninguna | Liderando |       |      |      |      |     |
| Encuestadora | Fecha | Encuestados | Cospedal                | Santamaría     | Ninguna | Liderando |       |      |      |      |     |
| ------------ | ----- | ----------- | ----------------------- | -------------- | ------- | --------- | ----- | ---- | ---- | ---- | --- |
| Encuestadora | Fecha | Encuestados | Sociométrica/El Español | 19-22 Jun 2018 | Ninguna | Liderando | 1 000 | 17.9 | 19.4 | 62.7 | 1.5 |

#### Votantes de Esquerra Republicana de Catalunya
| Encuestadora | Fecha | Encuestados |             |            | Liderando |     |      |      |    |
| Encuestadora | Fecha | Encuestados | Casado      | Santamaría | Liderando |     |      |      |    |
| ------------ | ----- | ----------- | ----------- | ---------- | --------- | --- | ---- | ---- | -- |
| Encuestadora | Fecha | Encuestados | electomania | Jul 2018   | Liderando | 882 | 36.5 | 63.5 | 27 |

#### Votantes del Partido Demócrata Europeo Catalán
| Encuestadora | Fecha | Encuestados |             |            | Liderando |     |      |      |      |
| Encuestadora | Fecha | Encuestados | Casado      | Santamaría | Liderando |     |      |      |      |
| ------------ | ----- | ----------- | ----------- | ---------- | --------- | --- | ---- | ---- | ---- |
| Encuestadora | Fecha | Encuestados | electomania | Jul 2018   | Liderando | 882 | 33.3 | 66.7 | 33.4 |

#### Votantes del Partido Nacionalista Vasco
| Encuestadora | Fecha | Encuestados |             |            | Liderando |     |      |      |      |
| Encuestadora | Fecha | Encuestados | Casado      | Santamaría | Liderando |     |      |      |      |
| ------------ | ----- | ----------- | ----------- | ---------- | --------- | --- | ---- | ---- | ---- |
| Encuestadora | Fecha | Encuestados | electomania | Jul 2018   | Liderando | 882 | 33.3 | 66.7 | 33.4 |

#### Votantes de Bildu
| Encuestadora | Fecha | Encuestados |             |            | Liderando |     |      |      |    |
| Encuestadora | Fecha | Encuestados | Casado      | Santamaría | Liderando |     |      |      |    |
| ------------ | ----- | ----------- | ----------- | ---------- | --------- | --- | ---- | ---- | -- |
| Encuestadora | Fecha | Encuestados | electomania | Jul 2018   | Liderando | 882 | 36.5 | 63.5 | 27 |

#### Votantes del Bloque Nacionalista Galego
| Encuestadora | Fecha | Encuestados |             |            | Liderando |     |      |      |    |
| Encuestadora | Fecha | Encuestados | Casado      | Santamaría | Liderando |     |      |      |    |
| ------------ | ----- | ----------- | ----------- | ---------- | --------- | --- | ---- | ---- | -- |
| Encuestadora | Fecha | Encuestados | electomania | Jul 2018   | Liderando | 882 | 36.5 | 63.5 | 27 |

#### Votantes de Vox
| Encuestadora | Fecha | Encuestados |             |            | Liderando |     |      |      |      |
| Encuestadora | Fecha | Encuestados | Casado      | Santamaría | Liderando |     |      |      |      |
| ------------ | ----- | ----------- | ----------- | ---------- | --------- | --- | ---- | ---- | ---- |
| Encuestadora | Fecha | Encuestados | electomania | Jul 2018   | Liderando | 882 | 67.8 | 32.2 | 35.6 |

#### Votantes del Partido Animalista Contra el Maltrato Animal
| Encuestadora | Fecha | Encuestados |             |            | Liderando |     |    |    |    |
| Encuestadora | Fecha | Encuestados | Casado      | Santamaría | Liderando |     |    |    |    |
| ------------ | ----- | ----------- | ----------- | ---------- | --------- | --- | -- | -- | -- |
| Encuestadora | Fecha | Encuestados | electomania | Jul 2018   | Liderando | 882 | 10 | 90 | 80 |

### Votantes españoles por sexo y edad

#### Hombres
| Encuestadora | Fecha | Encuestados |                         |                |        |          |            |      | Ninguno | ? | Liderando |      |      |     |   |      |      |
| Encuestadora | Fecha | Encuestados | Casado                  | Cospedal       | García | Margallo | Santamaría | Bayo | Ninguno | ? | Liderando |      |      |     |   |      |      |
| ------------ | ----- | ----------- | ----------------------- | -------------- | ------ | -------- | ---------- | ---- | ------- | - | --------- | ---- | ---- | --- | - | ---- | ---- |
| Encuestadora | Fecha | Encuestados | Sociométrica/El Español | 19-22 Jun 2018 | 1 000  | 15.0     | 13.6       | 2.2  | Ninguno | ? | Liderando | 11.5 | 30.1 | 0.7 | – | 26.9 | 15.1 |

#### Mujeres
| Encuestadora | Fecha | Encuestados |                         |                |        |          |            |      | Ninguno | ? | Liderando |     |      |     |   |      |      |
| Encuestadora | Fecha | Encuestados | Casado                  | Cospedal       | García | Margallo | Santamaría | Bayo | Ninguno | ? | Liderando |     |      |     |   |      |      |
| ------------ | ----- | ----------- | ----------------------- | -------------- | ------ | -------- | ---------- | ---- | ------- | - | --------- | --- | ---- | --- | - | ---- | ---- |
| Encuestadora | Fecha | Encuestados | Sociométrica/El Español | 19-22 Jun 2018 | 1 000  | 4.3      | 8.2        | 0.6  | Ninguno | ? | Liderando | 9.4 | 34.0 | 0.0 | – | 43.5 | 24.6 |

#### 17 a 30 años
| Encuestadora | Fecha | Encuestados |                         |                |        |          |            |      | Ninguno | ? | Liderando |     |      |     |   |      |     |
| Encuestadora | Fecha | Encuestados | Casado                  | Cospedal       | García | Margallo | Santamaría | Bayo | Ninguno | ? | Liderando |     |      |     |   |      |     |
| ------------ | ----- | ----------- | ----------------------- | -------------- | ------ | -------- | ---------- | ---- | ------- | - | --------- | --- | ---- | --- | - | ---- | --- |
| Encuestadora | Fecha | Encuestados | Sociométrica/El Español | 19-22 Jun 2018 | 1 000  | 6.2      | 11.5       | 0.6  | Ninguno | ? | Liderando | 3.2 | 19.8 | 0.2 | – | 58.2 | 8.3 |

#### 31 a 45 años
| Encuestadora | Fecha | Encuestados |                         |                |        |          |            |      | Ninguno | ? | Liderando |     |      |     |   |      |    |
| Encuestadora | Fecha | Encuestados | Casado                  | Cospedal       | García | Margallo | Santamaría | Bayo | Ninguno | ? | Liderando |     |      |     |   |      |    |
| ------------ | ----- | ----------- | ----------------------- | -------------- | ------ | -------- | ---------- | ---- | ------- | - | --------- | --- | ---- | --- | - | ---- | -- |
| Encuestadora | Fecha | Encuestados | Sociométrica/El Español | 19-22 Jun 2018 | 1 000  | 6.7      | 2.8        | 1.6  | Ninguno | ? | Liderando | 4.4 | 32.7 | 0.7 | – | 51.1 | 26 |

#### 46 a 65 años
| Encuestadora | Fecha | Encuestados |                         |                |        |          |            |      | Ninguno | ? | Liderando |     |      |     |   |      |      |
| Encuestadora | Fecha | Encuestados | Casado                  | Cospedal       | García | Margallo | Santamaría | Bayo | Ninguno | ? | Liderando |     |      |     |   |      |      |
| ------------ | ----- | ----------- | ----------------------- | -------------- | ------ | -------- | ---------- | ---- | ------- | - | --------- | --- | ---- | --- | - | ---- | ---- |
| Encuestadora | Fecha | Encuestados | Sociométrica/El Español | 19-22 Jun 2018 | 1 000  | 14.4     | 19.7       | 1.3  | Ninguno | ? | Liderando | 9.5 | 34.9 | 0.4 | – | 19.9 | 15.2 |

#### 66 años o más
| Encuestadora | Fecha | Encuestados |                         |                |        |          |            |      | Ninguno | ? | Liderando |      |      |     |   |      |     |
| Encuestadora | Fecha | Encuestados | Casado                  | Cospedal       | García | Margallo | Santamaría | Bayo | Ninguno | ? | Liderando |      |      |     |   |      |     |
| ------------ | ----- | ----------- | ----------------------- | -------------- | ------ | -------- | ---------- | ---- | ------- | - | --------- | ---- | ---- | --- | - | ---- | --- |
| Encuestadora | Fecha | Encuestados | Sociométrica/El Español | 19-22 Jun 2018 | 1 000  | 8.4      | 5.5        | 1.9  | Ninguno | ? | Liderando | 27.5 | 37.3 | 0.0 | – | 19.4 | 9.8 |

## Nota
1. ↑  «Casado ganaría con un 55,2% y Soraya quedaría en un 39,8% si los militantes votasen mañana». OKDiario. 20 de julio de 2018.
2. ↑  «Primarias del PP: Empate técnico entre Sáenz de Santamaría y Casado». La Razón. 15 de julio de 2018.
3. ↑  «¿A quién prefiere como presidente del PP?». La Razón. 15 de julio de 2018. Archivado desde el original el 15 de julio de 2018. Consultado el 22 de marzo de 2022.
4. ↑  «El 60% de los votantes del PP prefiere a Santamaría». El Mundo. 16 de julio de 2018.
5. ↑  «electoPanel: los españoles creen que ganará Casado las primarias del PP, pero prefieren a Soraya». Electomanía. 11 de julio de 2018.
6. ↑  «La última encuesta: Cospedal gana las Primarias con un 34,6%, seguida de Casado (30,9%) y Soraya (30%)». OKDiario. 4 de julio de 2018.
7. ↑  «El 45% de los votantes del PP apoya a Sáenz de Santamaría como sustituta de Rajoy». El Confidencial. 2 de julio de 2018.
8. ↑  «Casado encabeza las primarias con un 34%, seguido de Cospedal con un 30,9% y Soraya con un 29,6%». OKDiario. 26 de junio de 2018.
9. ↑  «Santamaría y Casado, preferidos por los votantes de PP y Cs; la izquierda quiere a Cospedal». El Español. 24 de junio de 2018.
10. ↑  «Los votantes del PP prefieren a Feijóo y el conjunto de los españoles, a Santamaría». El Periódico de Catalunya. 15 de junio de 2018.
11. ↑  «Encuesta Política en España. Junio de 2018». GESOP. 24 de junio de 2018.
12. ↑  «Los votantes del PP prefieren a Feijóo como sucesor». La Nueva España. 16 de junio de 2018.
13. ↑  «Soraya Sáenz de Santamaría, favorita de los españoles; Feijóo, de los votantes del PP». El Independiente. 16 de junio de 2018.
14. ↑  «Feijóo parte como favorito entre los votantes del PP para suceder a Rajoy». ABC. 11 de junio de 2018.
15. ↑  «Barómetro de laSexta: la mayoría de los encuestados no tienen claro a quién elegirían como sucesor de Rajoy». laSexta. 11 de junio de 2018.
16. ↑  «Los españoles confían más en el Gobierno de Sánchez que en el de Rajoy». Cadena SER. 8 de junio de 2018.
17. ↑  «El ObSERvatorio de la Cadena SER (8/ 6/ 2018)». MyWord. 11 de junio de 2018.
18. ↑  «electoPanel Junio (I): los españoles creen que la moción fracasará. Soraya favorita para suceder a Rajoy». Electomanía. 29 de mayo de 2018.
19. ↑  «El 78,3% avala las alianzas con Cs». La Razón. 8 de abril de 2018.
20. ↑  «¿Quién cree que es el mejor sucesor de Rajoy?». La Razón. 8 de abril de 2018. Archivado desde el original el 16 de junio de 2018. Consultado el 5 de junio de 2018. (enlace roto disponible en Internet Archive; véase el historial, la primera versión y la última).
21. ↑  «El PP, sin banquillo: más del 60% no ve ningún líder para sustituir a Rajoy». El Español. 7 de abril de 2018.